# Archips cerasivoranus
Archips cerasivoranus es una especie de polilla del género Archips, tribu Archipini, familia Tortricidae. Fue descrita científicamente por Fitch en 1856.

## Descripción
La envergadura es de unos 20-25 milímetros.

## Distribución
Se distribuye por Estados Unidos.